# ناثان غرين (لاعب دوري الرغبي)
ناثان غرين (بالإنجليزية: Nathan Green)‏ هو لاعب دوري الرغبي أسترالي، ولد في 1 أبريل 1992 في سيدني في أستراليا.